# Robert Kufa
Robert Kufa (* 28. August 1987 in Prag) ist ein tschechischer Beachvolleyballspieler.

## Karriere
Kufa wurde 2005 mit Petr Minarek Neunter der Jugend-Weltmeisterschaft in Saint-Quay-Portrieux. Im folgenden Jahr belegte er mit Filip Habr den 25. Platz bei der Junioren-WM in Mysłowice. 2007 spielte er mit Pavel Rotrekl seine ersten Open-Turniere der FIVB World Tour. Kufa/Rotrekl. Bei der Europameisterschaft in Valencia verloren sie ihr Auftaktspiel gegen die Belgier Joosen/Roelandt und schieden anschließend gegen die Italiener Lione/Varnier aus. Nach zwei weiteren Open-Turnieren mit Rotrekl bildete Kufa 2008 ein neues Duo mit seinem Bruder David Kufa. In Klagenfurt spielten sie ihren ersten Grand Slam. Nach dem Gewinn des Satellite-Turniers in Vaduz kamen sie bei den Open in Kristiansand und Mallorca jeweils auf den 25. Platz.
2009 trat Kufa zunächst mit Michal Rucka an. Das Duo erreichte bei der U23-EM in Jantarny den 17. Rang. Mit Michal Biza absolvierte Kufa 2009 noch jeweils zwei Grand Slams und Open-Turniere. Im folgenden Jahr erzielten Kufa/Biza als bestes Ergebnis einen 25. Platz in Shanghai. 2011 spielte Kufa wieder mit Rotrekl. Außer bei den Prag Open traten sie nur zu Satellite-Turnieren und Masters an. Dabei gelang ihnen ein Turniersieg in Constanța. Seit 2012 bildet Kufa ein Duo mit Jan Hadrava. Im ersten gemeinsamen Jahr wurden Kufa/Hadrava Zweiter beim Masters in Novi Sad und gewannen das Turnier in Warna. 2013 wurden sie Neunte des Grand Slams in Corrientes und siegten beim Satellite-Turnier in Montpellier. Bei der WM in Stare Jabłonki belegten sie Platz 17. Von 2014 bis 2015 spielte Kufa mit Jan Dumek, von 2015 bis 2016 mit David Lenc und 2017 wieder mit seinem Bruder David.
Kufa spielt auch Volleyball; in der Saison 2013/14 war er beim österreichischen Volleyballklub Wörtherseelöwen Klagenfurt im Einsatz.